# Scoglio Iannuzzo
Scoglio Iannuzzo (o Jannuzzo) è un'isola dell'Italia sita nel canale di Malta, in Sicilia, amministrativamente facente parte del territorio di Ispica, comune italiano della provincia di Ragusa. Scoglio Iannuzzo è particolarmente apprezzato dalla gente del posto per la pesca e per le immersioni.

## Descrizione
Posto a circa 750 metri dalla costa mediterranea, di fronte a Punta Cirica, anch'esso, come l'isola dei Porri, fa parte del territorio comunale di Ispica. L'isolotto è un faraglione di forma triangolare staccatosi dalla costa ragusana di circa 8 metri di lunghezza e 6 di larghezza massima e non è ricoperto da nessuna vegetazione.